# 13932 Rupprecht
13932 Rupprecht è un asteroide della fascia principale. Scoperto nel 1988, presenta un'orbita caratterizzata da un semiasse maggiore pari a 2,2192513 au e da un'eccentricità di 0,1822263, inclinata di 0,23150° rispetto all'eclittica.